# Titus Labienus (historiker)
Titus Labienus var en känd talare under kejsar Augustus.
Titus Labienus representerade en talekonst, som förenade ålderdomlig höghet med en för hans tid typisk lidelsefull stil. Han författade ett historiskt arbete i anticæsariansk anda. Då detta verk genom senatsbeslut brändes, begick Titus Labienus självmord.